# Дідьє Я Конан
Дідьє́ Я Кона́н (фр. Didier Ya Konan; нар. 25 лютого 1984 року, Абіджан, Кот-д'Івуар) — івуарійський футболіст. Нападник збірної Кот-д'Івуару та німецького «Ганновера».

## Досягнення
«АСЕК Мімозас»
- Чемпіон Кот-д'Івуару: 2004, 2005, 2006
- Володар кубка Кот-д'Івуару: 2005

«Русенборг»
- Чемпіон Норвегії: 2009

Кот-д'Івуар
- Срібний призер Кубка африканських націй: 2012